# La Roche-Posay
La Roche-Posay és un municipi francès situat al departament de la Viena i a la regió de la Nova Aquitània. L'any 2007 tenia 1.560 habitants.

## Demografia

### Població
El 2007 la població de fet de La Roche-Posay era de 1.560 persones. Hi havia 727 famílies de les quals 267 eren unipersonals (107 homes vivint sols i 160 dones vivint soles), 230 parelles sense fills, 160 parelles amb fills i 70 famílies monoparentals amb fills.
La població ha evolucionat segons el següent gràfic:
Habitants censats

### Habitatges
El 2007 hi havia 1.430 habitatges, 751 eren l'habitatge principal de la família, 626 eren segones residències i 52 estaven desocupats. 821 eren cases i 598 eren apartaments. Dels 751 habitatges principals, 465 estaven ocupats pels seus propietaris, 269 estaven llogats i ocupats pels llogaters i 17 estaven cedits a títol gratuït; 21 tenien una cambra, 80 en tenien dues, 158 en tenien tres, 218 en tenien quatre i 274 en tenien cinc o més. 561 habitatges disposaven pel capbaix d'una plaça de pàrquing. A 363 habitatges hi havia un automòbil i a 272 n'hi havia dos o més.

### Piràmide de població
La piràmide de població per edats i sexe el 2009 era:
| Homes | Edats   | Dones |
| ----- | ------- | ----- |
| 0     | 95 o +  | 8     |
| 8     | 90 a 94 | 4     |
| 0     | 85 a 89 | 24    |
| 16    | 80 a 84 | 28    |
| 28    | 75 a 79 | 40    |
| 60    | 70 a 74 | 60    |
| 36    | 65 a 69 | 68    |
| 32    | 60 a 64 | 28    |
| 36    | 55 a 59 | 44    |
| 52    | 50 a 54 | 64    |
| 36    | 45 a 49 | 24    |
| 56    | 40 a 44 | 44    |
| 40    | 35 a 39 | 48    |
| 48    | 30 a 34 | 56    |
| 52    | 25 a 29 | 44    |
| 28    | 20 a 24 | 48    |
| 32    | 15 a 19 | 48    |
| 32    | 10 a 14 | 52    |
| 36    | 5 a 9   | 16    |
| 52    | 0 a 4   | 28    |

## Economia
El 2007 la població en edat de treballar era de 932 persones, 674 eren actives i 258 eren inactives. De les 674 persones actives 595 estaven ocupades (315 homes i 280 dones) i 80 estaven aturades (34 homes i 46 dones). De les 258 persones inactives 126 estaven jubilades, 60 estaven estudiant i 72 estaven classificades com a «altres inactius».

### Ingressos
El 2009 a La Roche-Posay hi havia 731 unitats fiscals que integraven 1.536 persones, la mediana anual d'ingressos fiscals per persona era de 17.506 €.

### Activitats econòmiques
Dels 154 establiments que hi havia el 2007, 4 eren d'empreses alimentàries, 5 d'empreses de fabricació d'altres productes industrials, 13 d'empreses de construcció, 27 d'empreses de comerç i reparació d'automòbils, 5 d'empreses de transport, 28 d'empreses d'hostatgeria i restauració, 10 d'empreses financeres, 8 d'empreses immobiliàries, 7 d'empreses de serveis, 29 d'entitats de l'administració pública i 18 d'empreses classificades com a «altres activitats de serveis».
Dels 33 establiments de servei als particulars que hi havia el 2009, 1 era una oficina de correu, 3 oficines bancàries, 2 tallers de reparació d'automòbils i de material agrícola, 1 taller d'inspecció tècnica de vehicles, 1 autoescola, 3 paletes, 4 fusteries, 3 lampisteries, 1 electricista, 5 perruqueries, 5 restaurants, 2 agències immobiliàries, 1 tintoreria i 1 saló de bellesa.
Dels 14 establiments comercials que hi havia el 2009, 2 eren supermercats, 2 fleques, 1 una carnisseria, 2 llibreries, 4 botigues de roba, 1 una botiga de material esportiu, 1 un drogueria i 1 una floristeria.
L'any 2000 a La Roche-Posay hi havia 32 explotacions agrícoles que ocupaven un total de 1.078 hectàrees.

## Equipaments sanitaris i escolars
El 2009 hi havia 1 hospital de tractaments de mitja durada (seguiment i rehabilitació), 2 farmàcies i 1 ambulància.
El 2009 hi havia una escola elemental. La Roche-Posay disposava d'un col·legi d'educació secundària amb 241 alumnes.

## Poblacions més properes
El següent diagrama mostra les poblacions més properes.